# Halil Beg Mussayassul
Halil Beg Mussayassul (* 20. März 1896 in Gunib; † 18. Juni 1949 in New York) war ein kaukasischer Maler.

## Leben
Mussayassul stammte aus einer adligen awarischen Familie in Tschoch (Dagestan). Er erhielt eine Ausbildung zum Imam. Da er sich in seiner Malerei jedoch nicht auf Ornamente und Blumen beschränken wollte, wie von den religiösen Erziehern gefordert, wurde er vom Studium ausgeschlossen. Anschließend besuchte er die Kunstschule in Tiflis und kam 1913 an die Münchner Akademie der Bildenden Künste. Dorthin hatte ihn der russische Schlachtenmaler Franz Roubaud empfohlen. Hier studierte er bei Hermann Groeber und Hugo von Habermann.
Im Ersten Weltkrieg ging er 1914 nach Dagestan zurück. Ob er hier als Soldat gegen russische Invasoren kämpfte, ist nicht mehr nachzuvollziehen. Nach 1917 war Mussayassul als selbstständiger Maler und Zeichner tätig und gründete eine eigene Zeitschrift „Tang Tschulpan“. 1920 floh er aus Dagestan über Georgien und Konstantinopel 1921 nach München. Hier nahm er ab der zweiten Hälfte der 1920er Jahre regelmäßig an Ausstellungen teil: beispielsweise im Münchner Kunstverein oder im Glaspalast. 1929 hatte er eine Einzelausstellung in der Münchner Galerie Heinemann. Mussayassuls Atelier lag in der Kaulbachstraße in Schwabing, er porträtierte zahlreiche Prominente, so zum Beispiel Leni Riefenstahl oder Anneliese Krupp von Bohlen und Halbach.
Im November 1938 wurde Mussayassul in die Reichskammer der Bildenden Künste aufgenommen. Die muslimischen Volksgruppen im Nordkaukasus galten in der nationalsozialistischen Ideologie als „Arier“ und wurden daher nicht verfolgt. In ihrem Heimatgebiet wurden sie jedoch von den deutschen Besatzern im Zweiten Weltkrieg als „Untermenschen“ behandelt, z. B., wenn sie in Gefangenschaft gerieten.
Halil Beg Mussayassul heiratete 1940 Olivia Julie von Nagel, die einen amerikanischen Pass besaß, und zog mit ihr an den Starnberger See. Nach 1945 wanderte das Ehepaar nach New York aus.